# EHC Seewen

Der EHC Seewen ist ein Eishockeyverein aus Seewen SZ im Kanton Schwyz. Der Verein spielt seit der Saison 2017/18 in der der neu gegründeten MyHockey League, welches die  dritthöchsten Eishockeyliga der Schweiz ist. Der EHC Seewen spielt in der Kunsteisbahn Zingel in Seewen SZ.

## Geschichte
Der EHC Seewen wurde am 19. Januar 1951 gegründet. Erster Präsident war Paul Kistler. Nachdem der Verein anfänglich jeweils auf dem Lauerzersee eine Natureisbahn erstellte, wählte er den Standort für einen Natureisplatz oberhalb des Strandbad Seewens – da wo jetzt die Eishalle Zingel steht. Im Sommer 1951 wurde der Platz planiert und schon im Winter darauf fanden dort nach aufwändiger Eisbereitung die ersten Spiele statt. Nach kontinuierlichen Ausbauarbeiten in den Jahrzehnten darauf wurde die Kunsteisbahn 1983 überdacht. 1998 wurde die heutige Kunsteishalle Zingel mit der Holzkonstruktion errichtet, die 2006 einem Umbau unterzogen wurde. Die Eishalle Zingel gehört der KEB Zingel AG.
Nach dem erstmaligen Aufstieg in die 2. Liga im Jahre 1979 schaffte der EHC Seewen 1985 den Aufstieg in die 1. Liga, stieg jedoch im Jahr darauf wieder ab. Nach dem Wiederaufstieg 1990 konnte sich die Mannschaft drei Saisons in der 1. Liga halten, bevor sie erneut in die 2. Liga abstiegen. 1998 bot sich die Chance des Aufstiegs durch eine Fusion mit dem SC Herti-Zug, wodurch der EHC Seewen-Herti entstand. Es folgten acht Spielzeiten in der höchsten Amateurliga. Der grösste Erfolg war die Halbfinal-Qualifikation im Jahre 2000. Nach dem Abstieg im Jahre 2004 und der Rückbenennung des Vereins in EHC Seewen schaffte dieser 2006 den Wiederaufstieg in die 1. Liga. Nach zwei Spielzeiten in der dritten Schweizer Spielklasse folgten ab 2008 weitere in der 2. Liga, ehe der Verein im Jahr 2012 den Wiederaufstieg in die 1. Liga schaffte.
Auch die Saison 2013/14 bestritt der EHC Seewen in der 1. Liga, neuer Coach war der ehemalige Eishockeyspieler Corsin Camichel.
Aktuell verfügt der EHC Seewen über acht Nachwuchsteams, zwei Aktivmannschaften und den Senioren.
Der EHC Seewen veranstaltet das sogenannte Chämilochturnier, das den Eintrag als weltweit größtes Hobby-Eishockeyturnier ins Guinness-Buch der Rekorde schaffte. Zu diesen Rekordzeiten nahmen über 120 Mannschaften teil. Inzwischen ist die Teilnehmerzahl auf rund 70 Mannschaften geschrumpft. Das Turnier findet jeweils Mitte März statt und wurde im Jahre 2012 zum 30. Mal ausgetragen.
In der Saison 2016/17 schaffte der EHC Seewen den Aufstieg in die neu gegründete, drittklassige MySports League. 
Den Schweizer Meistertitel der Saison 2024/25 errang das Team des EHC Seewen erstmalig in der Geschichte der 3. Liga vom Viertelfinale bis zum Sieg in neun Spielen.

## Erfolge
- 1979 erstmaliger Aufstieg in die 2. Liga
- 1985 erstmaliger Aufstieg in die 1. Liga
- 1990 Aufstieg in die 1. Liga
- 1998 Aufstieg in die 1. Liga durch Fusion mit dem SC Herti-Zug
- 2006 Aufstieg in die 1. Liga
- 2012 Aufstieg in die 1. Liga
- 2017 Aufstieg in die MySports League
- 2025 Schweizer Meister der MyHockey League

## Präsidenten
- 1951–1954: Paul Kistler
- 1954–1957: Josef Affentranger
- 1957–1958: Franz Schnüriger
- 1958–1959: Jakob Eichenberger
- 1959–1961: Paul Kistler
- 1961–1963: Hans Schnüriger
- 1963–1963: Jakob Eichenberger
- 1963–1967: Franz Affentranger
- 1967–1968: Otto Fanchini
- 1968–1973: Josef Affentranger
- 1973–1974: Othmar Freitag
- 1974–1978: Karl Mettler
- 1978–1983: Alfred Brücker
- 1983–1987: Herbert Stalder
- 1987–1992: Bruno Bolfing
- 1992–1994: Beat Gasser
- 1994–1997: Heinrich Portmann
- 1997–2001: Walter Annen
- 2001–2009: Werner Grossmann
- 2009–2019: Pierre Lichtenhahn
- seit 2019: Damian Freitag

## Bekannte Spieler aus dem eigenen Nachwuchs
(aktive und ehemalige)
- Dario Bürgler
- Flavio Bolfing
- Arthur Camenzind
- Damian Freitag
- Stefan Grauwiler
- Silvan Holdener
- Peter Mettler
- Michael Nideröst
- Beat Schuler
- Marco Truttmann
- Sandro Zurkirchen
- Claudio Zurkirchen